# Omphalotus olivascens
Omphalotus olivascens (лат.), также известный как западный Светильник Джека – вид грибов. Токсичный, оранжево-коричневого цвета, обитает в Калифорнии и Мексике.

## Биохимический состав
Гриб Omphalotus o. ядовит, его употребление не смертельно, но приводит к очень сильным спазмам, рвоте и диарее. Токсичным веществом многих видов Omphalotus является сесквитерпеновое соединение, известное как Иллюдин S. Оно, как и Иллюдин М, было найдено у O. nidiformis. Два иллюдина являются типичными для рода Omphalotus и не встречались ни в одном другом грибе базидиомицете.